# Gene Simmons (album)
Gene Simmons is een soloalbum van Gene Simmons, de bassist van de hardrockband Kiss. Het album verscheen op 18 september 1978 en werd geproduceerd door Gene Simmons en Sean Delaney.
Het album werd tegelijkertijd met soloalbums van de drie (toenmalige) andere leden van Kiss uitgebracht.
Er is één single van uitgebracht: Radioactive.

## Nummers
1. "Radioactive" (Gene Simmons)
2. "Burning Up with Fever" (Simmons)
3. "See You Tonite" (Simmons)
4. "Tunnel of Love" (Simmons)
5. "True Confessions" (Simmons)
6. "Living in Sin" (Simmons, Sean Delaney, Howard Marks)
7. "Always Near You/Nowhere to Hide" (Simmons)
8. "Man of 1,000 Faces" (Simmons)
9. "Mr. Make Believe" (Simmons)
10. "See You in Your Dreams" (Simmons)
11. "When You Wish upon a Star" (Ned Washington, Leigh Harline)